# Nomascus annamensis
El gibón de mejillas beige del norte (Nomascus annamensis) es una especie de primate hominoideo de la familia Hylobatidae. Habita en la selva tropical de Vietnam, Camboya y Laos.

## Descripción
Esta especie se asemeja en su apariencia a Nomascus gabriellae. Los dos sexos difieren en morfología y color (dimorfismo sexual). Los machos tienen un pelaje predominantemente negro y el pecho de color marrón encendido. Las mejillas son de color dorado-naranja profundo y la cresta muy prominente. Las hembras carecen de cresta y tienen una coloración naranja-beige.
El holotipo se localiza en el Museo de Zoología de la Universidad Nacional de Vietnam.